# Verbandsgemeinde Rhaunen
La comunità amministrativa di Rhaunen (Verbandsgemeinde Rhaunen) era una comunità amministrativa della Renania-Palatinato, in Germania.
Faceva parte del circondario di Birkenfeld.
A partire dal 1º gennaio 2020 è stata unita alla comunità amministrativa di Herrstein per costituire la nuova comunità amministrativa Herrstein-Rhaunen.

## Suddivisione
Comprendeva 16 comuni:
1. Asbach
2. Bollenbach
3. Bundenbach
4. Gösenroth
5. Hausen
6. Hellertshausen
7. Horbruch
8. Hottenbach
9. Krummenau
10. Oberkirn
11. Rhaunen
12. Schauren
13. Schwerbach
14. Stipshausen
15. Sulzbach
16. Weitersbach

Il capoluogo era Rhaunen.